# Hermann Seiler
Hermann Seiler (* 28. April 1876 in Brig; † 16. August 1961 in Brig) war ein Schweizer Politiker und Unternehmer.

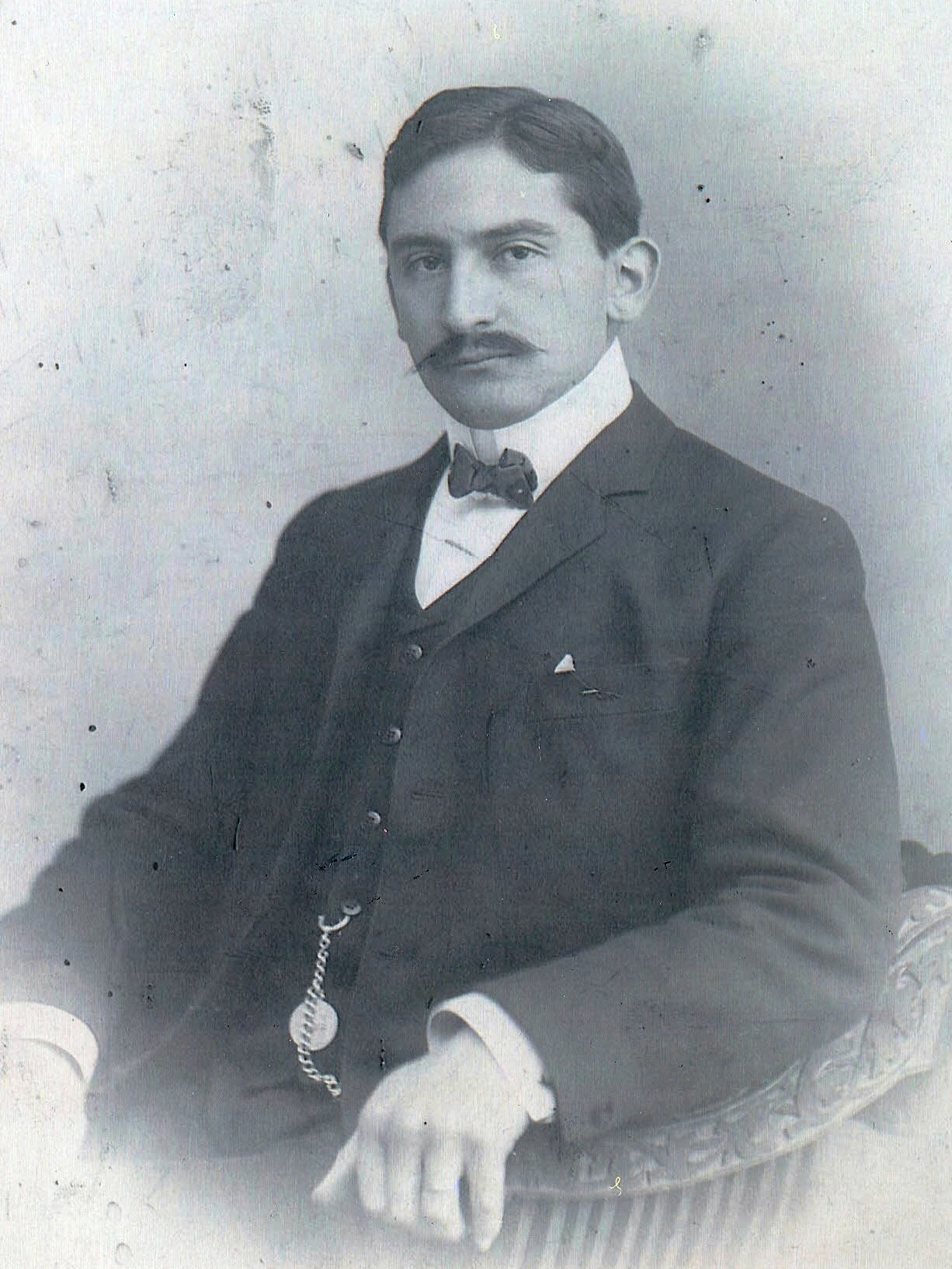
Hermann Seiler

## Schul- und Universitätsbildung
Der Sohn von Alexander Seiler besuchte während acht Jahren das Privatgymnasium Stella Matutina in Feldkirch und absolvierte da 1895 die österreichische staatliche Maturitätsprüfung mit dem Prädikat ‚mit Auszeichnung‘. Anschliessend studierte er in Paris, Berlin und Bern Rechtswissenschaften und doktorierte bei Eugen Huber in Bern. In Brig legte er das Notariats- und Anwaltsexamen ab.

## Politiker
Ab 1904 war Seiler Stadtpräsident von Brig, 1905 bis 1910 und wieder 1921 bis 1929 Grossrat. Das Kantonsparlament wählte ihn 1910 fast einstimmig in die Kantonsregierung, in der er während des gesamten Weltkriegsjahrzehnts für das Finanzdepartement die Verantwortung trug. Zwei Amtszeiten lang fungierte er als Regierungspräsident. 1920 bis 1925 vertrat er die Oberwalliser im Nationalrat.

## Sozialpolitiker
Als Stadtpräsident von Brig rief Hermann Seiler im Frühjahr 1907 zur Gründung des Kreisspitals auf, dessen Verwaltungsratspräsident er auf Wunsch der Generalversammlung nach der Erstellung 53 Jahre lang blieb. Mit seinem Bruder Alexander dem Jüngern und Kantonsrichter Alexis Graven erwarb er 1912 das Werra-Schlossgut in Susten, um das später St. Joseph benannte Alters- und Pflegeheim zu verwirklichen.

## Verbandspolitiker
Seit 1925 wirkte Hermann Seiler als Vizepräsident und 1928 bis 1945 als Zentralpräsident des Schweizer Hoteliervereins. 1929 wählten ihn in Rom etwa 300 Delegierte der Alliance internationale de l’hôtellerie für eine dreijährige Amtszeit einstimmig zu ihrem Präsidenten, in der Folge zu einem ihrer Ehrenpräsidenten auf Lebzeiten. Von 1932 und 1933 an übernahm er das Amt des Vizepräsidenten des Schweizerischen Fremdenverkehrsverbandes bzw. der Schweizerischen Fremdenverkehrszentrale.

## Hotelunternehmer und Tourismuspionier
Hermann und seine beiden älteren Brüder Alexander und Joseph waren Teilhaber der Kollektivgesellschaft ‚Alexandre Seiler et Frères‘ in Zermatt, des in der Belle Epoque mit bis zu 1400 Gastbetten und 750 Mitarbeitenden laut NZZ vom 24. Juni 1977 (Nr. 146, S. 67) „grösste[n] Hotelunternehmen des Landes“, welches 1908 in die Hotels Seiler AG umgewandelt wurde. Die Hotelgesellschaft umfasste 1907/8 in und um Zermatt die neun Häuser Monte Rosa, Mont Cervin, Zermatterhof, Victoria, Riffelalp, Riffelberg, Schwarzsee, Belvedere (auf Gornergrat) und Buffet de la Gare.
Nach dem Hinschied von Alexander Seiler dem Jüngeren, von Frühling 1920 bis Ende 1943, stand Hermann Seiler als einer der Hauptaktionäre und Generaldirektor an der Spitze der Hotelgesellschaft, die er in den Nachkriegsjahren sanierte.
1927/28 lancierte er in Zusammenarbeit mit führenden Zermatter Wintersportlern wie Otto Furrer den Zermatter Sportwinter, indem er 180 englische Sommerstammgäste ins Seiler Hotel Victoria einlud und in 50 Schlitten von St. Niklaus (wohin ein Extrazug sie brachte) nach Zermatt fahren liess. Aufgrund des Erfolgs dieses probeweisen Sportwinters beschloss der Verwaltungsrat der Bahn, die für einen durchgehenden Verkehr bis nach Zermatt notwendigen Arbeiten zu veranlassen. Im darauffolgenden Winter führte Hermann Seiler mit Erfolg den ersten regulären Sportwinter durch und etablierte die Wintersaison in der Folge bis im Zweiten Weltkrieg. 1932 war er OK-Präsident des ersten Zermatter Skirennens mit nationaler Ausstrahlung.
Mitte der 1920er Jahre übernahm Hermann Seiler aus familialer Solidarität das Hotelunternehmen am Fusse des Rhonegletschers in Gletsch, der ursprünglichen Funktion nach eine Transitstation des Pferdekutschenverkehrs über die Pässe Furka  und Grimsel, als Alleineigentümer.

## Sportpionier
Im Alter von 16 Jahren bestieg Hermann Seiler im Sommer 1892 erstmals das Matterhorn. 1902 organisierte er als Präsident der Sektion Monte Rosa des Schweizer Alpen-Club in und bei Zermatt den ersten Skikurs in der Schweiz. Im September 1903 gelang Kapitän Eduard Spelterini und Hermann Seiler zusammen mit einer dritten Person von Zermatt aus die Ersttraversierung der Hochalpen im Ballon. Hermann Seiler befuhr als erster die Simplonpassstrasse mit einem Automobil. Zusammen mit seinem Bruder Alexander war er als Staatsrat 1910 massgeblich an der Organisation der ersten Alpenüberquerung im Flugzeug beteiligt. Im Winter 1932 präsidierte er das Organisationskomitee des 26. Schweizerischen Skirennens, des ersten von nationaler Bedeutung in Zermatt.

## Urteile der Presse über das Wirken
Laut Neuer Zürcher Zeitung vom 21. August 1961 (Nr. 3055, S. 9) führte Hermann Seiler als Regierungsmann das Walliser Finanzdepartement „mit Auszeichnung“ durch das Weltkriegsjahrzehnt. Die gleiche Zeitung urteilte in ihrer Ausgabe vom 10. Juni 1945 (Nr. 909, S. 10), der ehemalige Staatsmann habe während der Krisenzeit und des Zweiten Weltkriegs sein Amt als Zentralpräsident des Schweizer Hoteliervereins „mit der ganzen Umsicht, Tatkraft und Überlegenheit einer für einen solchen Posten in ungewöhnlichem Masse befähigten Persönlichkeit“ ausgeübt. Gemäss Wortlaut der Neuen Zürcher Zeitung vom 24. August 1961 (Nr. 3085, Blatt 5) trug er so „wesentlich zur Sanierung des gesamten Gastgewerbes“ bei. Anlässlich des Rücktritts Seilers als Zentralpräsident hielt das Organ des Schweizer Hoteliervereins, die Schweizer Hotel-Revue (vom 14. Juni 1945, Nr. 24, S. 1 ff.) fest: „[D]ie grösste und bleibendste Errungenschaft, auf die Herr Dr. H. Seiler zurückblicken kann, ist die Eingliederung der schweiz. Hotellerie in die nationale Volkswirtschaft. Er hat es durchgesetzt, dass unsere Hotellerie von den Bundesbehörden als ein Bestandteil des Wirtschaftslebens unseres Landes anerkannt und gewürdigt wird.“ Die Basler Nachrichten (vom 5./6. Mai 1956, 1. Beilage zu Nr. 189, S. 2, 1. Spalte Mitte) schrieben über den damals 80-Jährigen: „[E]r gehört zu jenen initiativen, zielbewussten und kultivierten Unternehmern, welche die schweizerische Wirtschaft auf ihre heutige Höhe gebracht haben.“ Aus britischer Sicht – jener der Hauptklientel der frühen Sportwinter – rief die London Times vom 18. August 1961 (Nr. 55,163, S. 12) die Entwicklung Zermatts zum Wintersportplatz überblickend in ihrem Nachruf auf Hermann Seiler in Erinnerung: „[H]is example and enterprise did much to make Zermatt the ski center it is now.“